# Pääjärvi (sjö i Loppis, Egentliga Tavastland)
Pääjärvi är en sjö i Finland. Den ligger i kommunen Loppis i landskapet Egentliga Tavastland, i den södra delen av landet, 80 km nordväst om huvudstaden Helsingfors. Pääjärvi ligger 117,6 meter över havet. Arean är 1,19 kvadratkilometer och strandlinjen är 17,96 kilometer lång. Sjön  ingår i Kumo älvs huvudavrinningsområde.   I omgivningarna runt Pääjärvi växer i huvudsak blandskog.